# Fluweelboom
De fluweelboom of azijnboom (Rhus typhina) is een plant uit de pruikenboomfamilie (Anacardiaceae). Het is een tot 4,5 m hoge struik. De naam azijnboom heeft de boom te danken aan de zure vruchten.
De soort komt oorspronkelijk uit Noord-Amerika, waar de soort voorkomt in rotsachtige, zanderige gebieden en op opengevallen plaatsen in het bos en is in Nederland en België als tuinplant geïntroduceerd. Ze komt sindsdien ook verwilderd voor, vooral in steden en de omgeving daarvan.
De struik vormt een bijna kaarsrechte dunne stam of verscheidene stammen. De twijgen zijn zacht behaard en voelen als fluweel. Na de bloei vormen de vruchten rode pluimen. Het tot 15 cm lange blad is onevengeveerd en heeft zes tot zeven bladparen. De blaadjes zijn getand. De bladeren hebben een rode tot diepgele herfstkleur.
De plant is tweehuizig en bloeit in juni en juli met geelgroene, kaarsachtige pluimen. De pluim is eigenlijk een thyrsus. De vrouwelijke bloemen vormen een 10-20 cm lange, dichte, donzige, kaarsachtige pluim. De mannelijke bloemen vormen een grotere ijlere pluim. De vruchten zijn bordeauxrood.
Fluweelboom vormt worteluitlopers en kan daardoor andere planten overwoekeren.
Het kernhout van de fluweelboom is groen en het spinthout is geelwit.

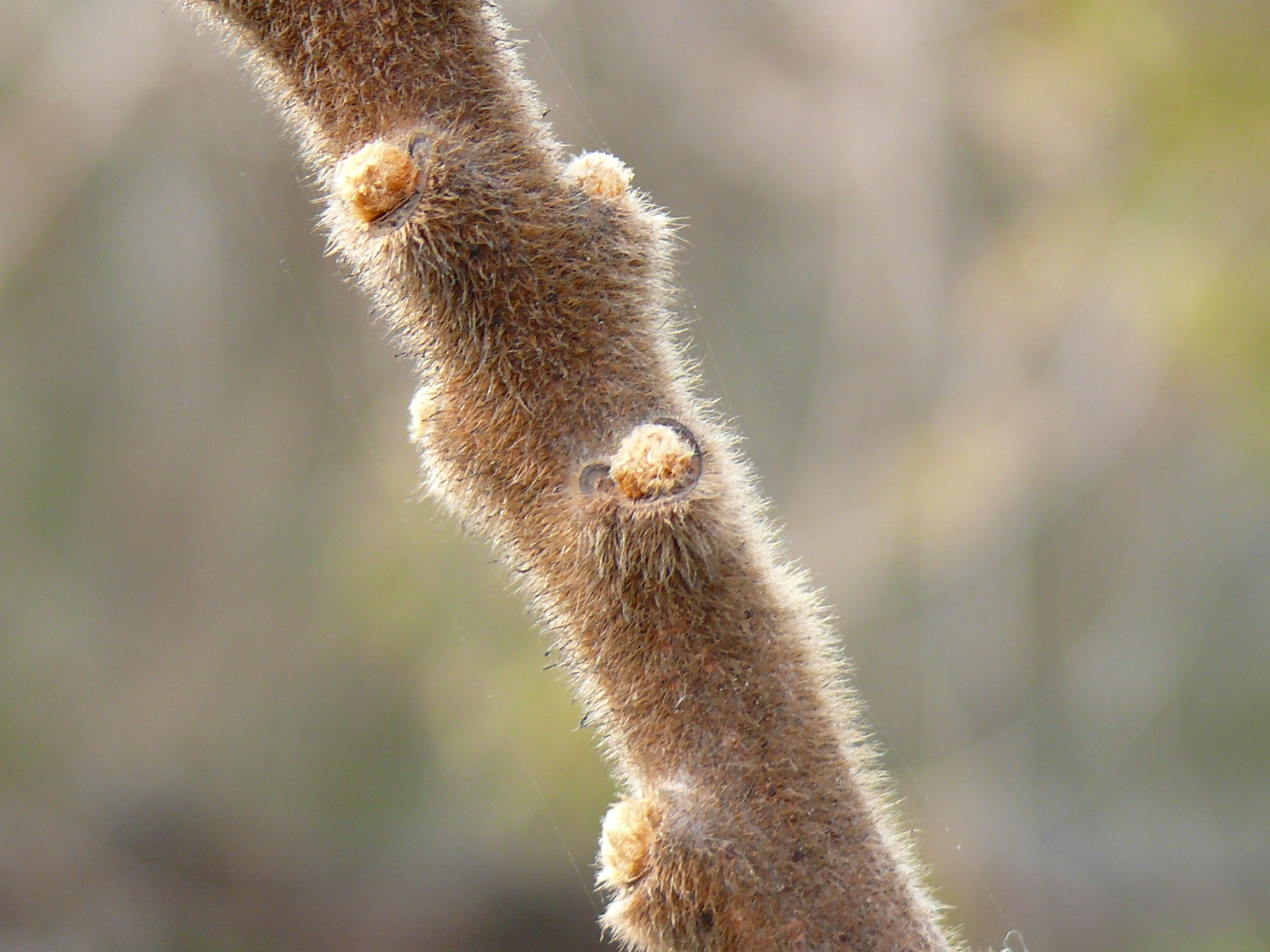
Behaarde twijgjes
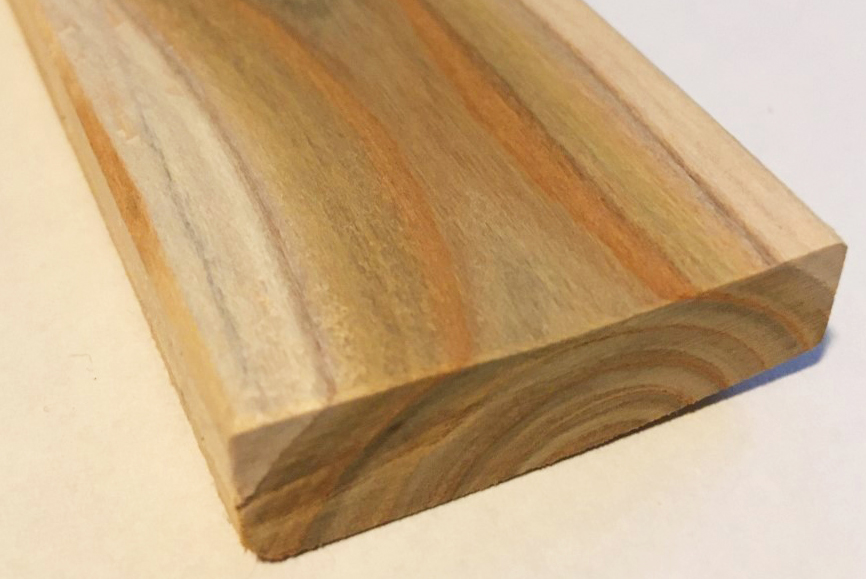
Hout van de fluweelboom